# أندريس (باد كاليه)
أندريس، باد كاليه (بالفرنسية: Andres, Pas-de-Calais)‏ هي بلدية تقع في إقليم باد كاليه من منطقة نور با دو كاليه في شمال فرنسا. تبلغ مساحة هذه المدينة 7.15 (كم²)، وترتفع عن سطح البحر 6 م، يبلغ عدد سكانها 1520 نسمة حسب إحصاء المعهد الوطني للإحصاء والدراسات الاقتصادية سنة 2009 م. وترأس Rose-Marie Guillemant البلدية خلال فترة (2008-2014).